# Jennifer Tisdale
Jennifer Kelly Tisdale, ameriška televizijska in filmska igralka, fotomodel in pevka, *18. september 1981, Neptune, New Jersey, Združene države Amerike.

## Biografija

### Zgodnje življenje
Jennifer Tisdale se je rodila 18. septembra 1981 v Neptunu, New Jersey, Združene države Amerike, kot prva hči Lise (rojene Morris) in Mika Tisdala. Po mamini strani je Judinja. Ima mlajšo sestro Ashley, ki je - tako kot ona - tudi model, pevka in igralka.

### Osebno življenje
Jennifer Tisdale se je na petek, 7. avgusta 2009 poročila s svojim dolgoletnim partnerjem, Shanom. Jennifer Tisdale je rodila deklico po imenu Mikayla Dawn, kar je njena mlajša sestra, Ashley Tisdale 13. februarja 2010 objavila na Twitterju.

## Kariera

### Igralska kariera
Jennifer Tisdale je svojo igralsko kariero začela leta 2000 v televizijski seriji City Guys, leto za tem pa se je pojavila v serijah Boston Public in Undressed.
Leta 2002 se pokaže v serijah Raising Dad, Mr. Deeds in Ted Bunny, leta 2004 pa v filmih Clubhouse in The Hillside Strangler (kjer je igrala kot Jennifer Kelly Tisdale).
Leta 2005 jo lahko vidimo v serijah filmih High School Musical : Dance-along in Dark Ride (spet kot Jennifer Kelly Tisdale), leta 2007 pa se pojavi v serijah Paglavca v hotelu in There's Something About Ashley ter v filmu Bring It On: In It to Win It, nastopila pa je tudi v videospotu Ashley Tisdale za pesem »He Said She Said«.
Leta 2008 igra v seriji The Suite Life on Deck in filmu Hišna zajčica ter v sestrinem videospotu za pesem »Not Like That«, letos pa smo si jo lahko ogledali v filmu The Brazen Bull.

### Pevska kariera
Jennifer Tisdale je zapela pesem v filmu Bring It On: In It to Win It in sicer pesem »Don't You Think I'm Hot«, leta 2007.

## Filmografija
| Leto | Naslov                            | Vloga              | Ostale opombe              |
| ---- | --------------------------------- | ------------------ | -------------------------- |
| 2000 | City Guys                         | Dekle              | 1 epizoda                  |
| 2001 | Boston Public                     | Katie Cooper       | 1 epizoda                  |
| 2001 | Undressed                         | Betsy              | Seazona 5                  |
| 2002 | Raising Dad                       | Erin               | 1 epizoda                  |
| 2002 | Mr. Deeds                         | Bralka             |                            |
| 2002 | Ted Bundy                         | Lepo dekle         |                            |
| 2004 | The Hillside Strangler            | Erin               | Kot Jennifer Kelly Tisdale |
| 2004 | Clubhouse                         | Dekle              |                            |
| 2006 | Dark Ride                         | Liz                | Kot Jennifer Kelly Tisdale |
| 2006 | High School Musical : Dance-along | Ona                |                            |
| 2007 | Paglavca v hotelu                 | Dekle iz salona #1 | 1 epizoda                  |
| 2007 | There's Something About Ashley    | Ona                |                            |
| 2007 | Bring It On: In It to Win It      | Chelsea            |                            |
| 2008 | Hišna zajčica                     | Phi Mu dekle       |                            |
| 2008 | The Suite Life on Deck            | Connie             | 3 epizode v sezoni 1       |
| 2009 | The Brazen Bull                   | Lauren             |                            |

## Diskografija

### Pesmi
| Leto | Naslov                    | Za film                      |
| ---- | ------------------------- | ---------------------------- |
| 2007 | »Don't You Think I'm Hot« | Bring It On: In It to Win It |

### Videospoti
- 2007: »He Said She Said« od Ashley Tisdale
- 2008: »Not Like That« od Ashley Tisdale